# 清浦内閣
清浦内閣（きようらないかく）は、子爵・枢密院議長の清浦奎吾が第23代内閣総理大臣に任命され、1924年（大正13年）1月7日から1924年（大正13年）6月11日まで続いた日本の内閣。

## 内閣の顔ぶれ・人事

### 国務大臣
1924年（大正13年）1月7日任命。在職日数157日。
| 職名 | 代 | 氏名       | 氏名 | 出身等                        | 特命事項等     | 備考   |
| --- | -- | ---------- | ---- | ----------------------------- | -------------- | ------ |
| 内閣総理大臣 | 23 | 清浦奎吾   |      | 枢密院 子爵                   |                |        |
| 外務大臣 | 37 | 松井慶四郎 |      | （外務省→） 貴族院 男爵       |                | 初入閣 |
| 内務大臣 | 35 | 水野錬太郎 |      | 貴族院 無所属 （交友倶楽部）  | 帝都復興院総裁 |        |
| 大蔵大臣 | 24 | 勝田主計   |      | 貴族院 無所属 （研究会）      |                |        |
| 陸軍大臣 | 17 | 宇垣一成   |      | 陸軍中将 （陸大14期）         |                | 初入閣 |
| 海軍大臣 | 10 | 村上格一   |      | 海軍大将 （海兵11期）         |                | 初入閣 |
| 司法大臣 | 27 | 鈴木喜三郎 |      | 貴族院 無所属 （研究会）      |                | 初入閣 |
| 文部大臣 | 33 | 江木千之   |      | 貴族院 無所属 （茶話会）      |                | 初入閣 |
| 農商務大臣 | 32 | 前田利定   |      | 貴族院 無所属 （研究会） 子爵 |                |        |
| 逓信大臣 | 28 | 藤村義明   |      | 貴族院 無所属 （公正会） 男爵 |                | 初入閣 |
| 鉄道大臣 | 4  | 小松謙次郎 |      | 貴族院 無所属 （研究会）      |                | 初入閣 |
| 1. 辞令のある留任は個別の代として記載し、辞令のない留任は記載しない。 2. 臨時代理は、大臣空位の場合のみ記載し、海外出張時等の一時不在代理は記載しない。 3. 代数は、臨時兼任・臨時代理を数えず、兼任・兼務は数える。 |    |            |      |                               |                |        |

### 内閣書記官長・法制局長官
1924年（大正13年）1月7日任命。
| 職名 | 代 | 氏名     | 氏名 | 出身等                                      | 特命事項等 | 備考                     |
| --- | -- | -------- | ---- | ------------------------------------------- | ---------- | ------------------------ |
| 内閣書記官長 | 25 | 小橋一太 |      | 衆議院 （立憲政友会→） （無所属→） 政友本党 |            |                          |
| 法制局長官 | 21 | 松本烝治 |      | 民間                                        |            | 事務引継 1924年1月10日免 |
| 法制局長官 | 22 | 佐竹三吾 |      | （鉄道省→） 貴族院 無所属 （研究会）        |            | 1924年1月10日任          |
| 1. 辞令のある留任は個別の代として記載し、辞令のない留任は記載しない。 2. 臨時代理は、大臣空位の場合のみ記載し、海外出張時等の一時不在代理は記載しない。 3. 代数は、臨時兼任・臨時代理を数えず、兼任・兼務は数える。 |    |          |      |                                             |            |                          |

### 勢力早見表
※ 内閣発足当初（前内閣の事務引継は除く）。
| 出身   | 国務大臣 | その他       |
| ------ | -------- | ------------ |
| 貴族院 | 7        |              |
| 衆議院 | 0        | 内閣書記官長 |
| 軍部   | 2        |              |
| 官僚   | 1        | 法制局長官   |
| その他 | 1        |              |
|        | 11       |              |

## 内閣の動き
1922年、高橋内閣が与党内の抗争を収められずに総辞職に至った後、後継の首相選任を担った元老会議は、当時の二大政党（立憲政友会および憲政会）の内の一方を選択するのを避け、次期総選挙までの間は非政党人による政権（中間内閣）を続けることとし、加藤友三郎内閣、加藤の病死後は第2次山本内閣が組織される。1923年12月27日、虎ノ門事件の責を負って山本内閣が総辞職すると、次なる選挙管理内閣として、清浦奎吾枢密院議長が選任される。清浦は、貴族院の一大会派である研究会の出身で、政友会とは原、高橋の政友会内閣時代からの付き合いがあったことから、研究会と政友会を与党とする算段であったが、元老会議および平田東助内大臣より、上述の経緯から、政党とは距離をとることを条件とされ、やむなく、研究会をはじめとする貴族院各派から閣僚をそろえて、1924年1月7日、発足した。
しかし、大臣の人選を巡って、貴族院各派の中でも研究会に偏重した配分であったことから他各派の反発を招き、更に衆議院各党も、中間内閣が三代続いたことに対して反発、"反清浦"で連携をする動きが強まる（第二次護憲運動）。その最中、政友会は清浦内閣と護憲運動との間での立ち位置を巡って真っ二つに分裂、清浦支持の勢力が結成した政友本党が、政友会の残留組や他党を上回って第1党となったことから、とりあえず研究会と政友本党を権力基盤として確保した清浦首相は棚ぼたでの長期政権樹立の可能性にかけ、1月31日、衆議院解散に踏み切る。
しかし第15回衆議院議員総選挙（5月10日投開票、定数464）の結果、政友本党は33議席減の116議席となって第2党転落、憲政会が48議席増の151議席となり、第1党の座を奪取。政友会、革新倶楽部をあわせた護憲三派の合計は281となり過半数を獲得、清浦首相の目論見は失敗に終わる。結局清浦内閣は選挙管理内閣としての当初の役割を全うし、6月11日に内閣総辞職、在任157日は当時としては歴代最短記録となった。後継には第1党党首の加藤高明が就任する（加藤高明内閣）。